# Propagandamodellen

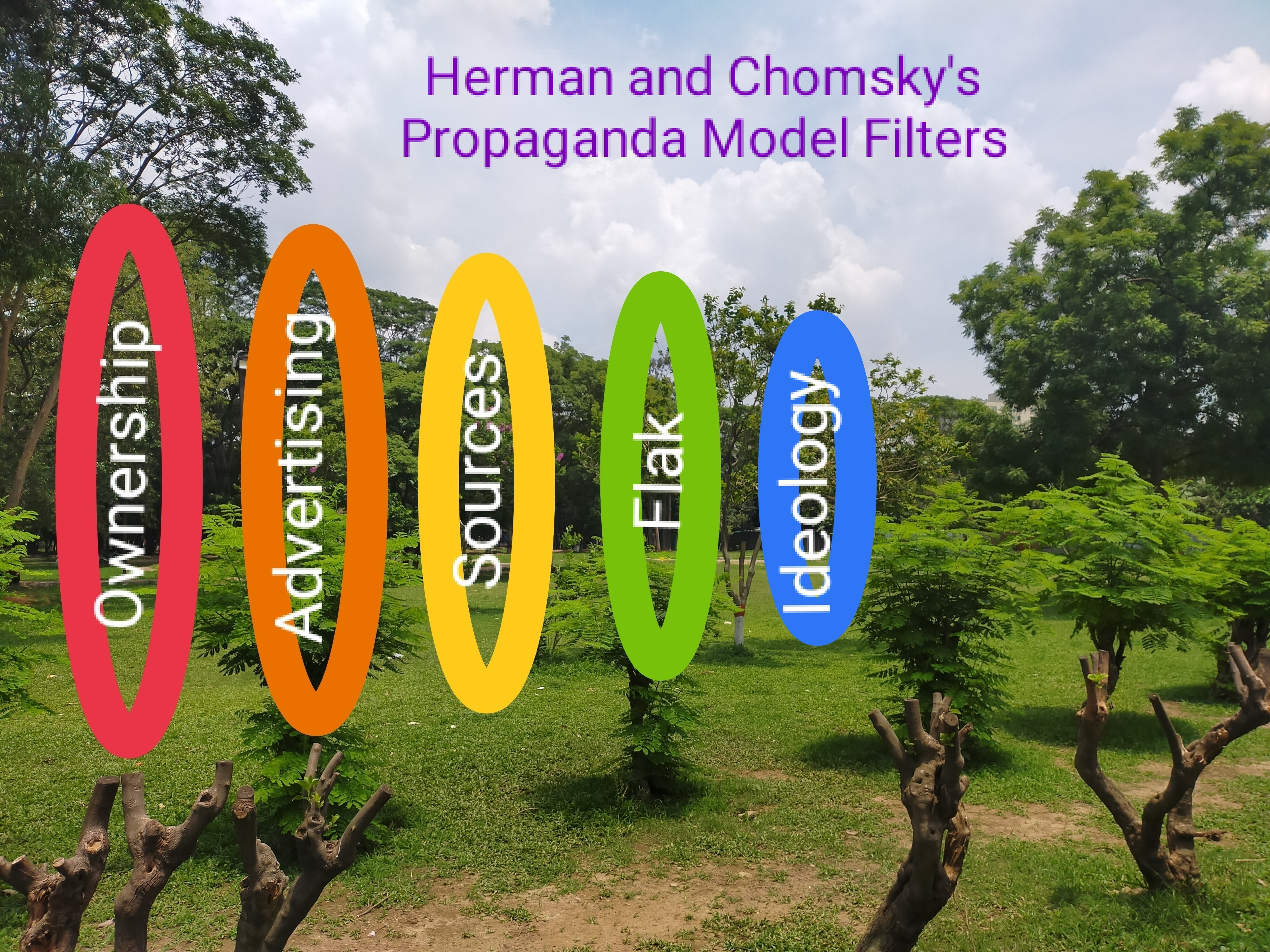
Propagandamodellens 5 filter

Propagandamodellen är en modell över hur massmedias nyhetsrapportering är anpassat efter de politiskt och ekonomiskt inflytelserika i samhället. 
Modellen utvecklades främst i boken Manufacturing Consent från 1988 av Noam Chomsky och Edward S. Herman, och har studerats och bekräftats i efterföljande studier.

## Sammanfattning
Propagandamodellen menar att "propaganda är för en demokrati vad våld är för en diktatur". 
Modellen innebär att det i massmedia finns fem filter som bestämmer vilka och hur nyheter rapporteras. Dessa fem filter är: 
1. Ägande
2. Finansiering
3. Källor
4. Negativ respons
5. Antikommunism

Även om modellen huvudsakligen baserades på USA:s medialandskap, tror Chomsky och Herman att teorin är lika tillämplig på vilket land som helst som delar den grundläggande ekonomiska strukturen och de organiserande principerna som modellen beskriver som orsaken till medias partiskhet. 